# Trumpler 2
ترومبلر 2 (Tr 2) هو عنقود نجمي مفتوح في مجرة درب التبانة فدرة الظاهري 6 . يقع ترومبلر 2 على مسافة تقارب 2000 سنة ضوئية (651 فرسخ فلكي) من الأرض في اتجاه كوكبة حامل رأس الغول داخل ذراع حامل رأس الغول ويتحرك العنقود نحو النظام الشمسي بسرعة ~39 كم/ث .

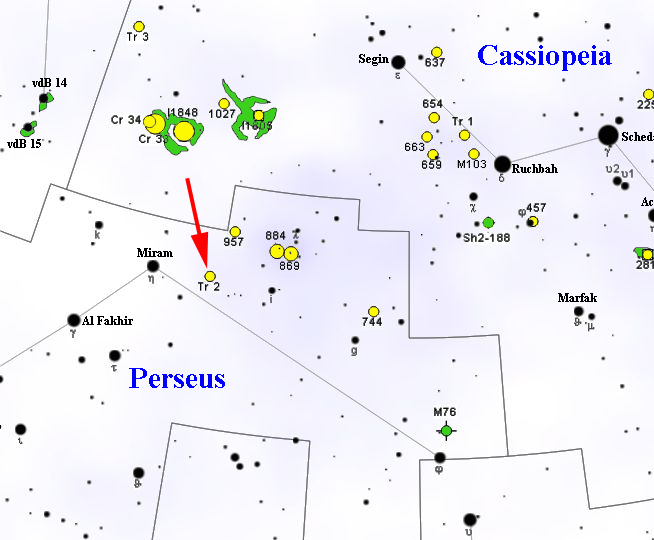
موقع ترومبلر 2 في كوكبة حامل رأس الغول.